# Yves Benoist
Pour les articles homonymes, voir Benoist.
Yves Benoist est un mathématicien français, qui travaille entre autres sur la dynamique de groupes sur des espaces homogènes. Il est directeur de recherche du CNRS, et travaille au Laboratoire de mathématiques d'Orsay dans la section Topologie et Dynamique. Il a remporté le Clay Research Award en 2011 avec Jean-François Quint.

## Carrière
Yves Benoist est ancien élève de l'École normale supérieure de Paris (section S1978). Il a obtenu son doctorat de 3e cycle à l'Université Paris Diderot - Paris 7 en 1983 sous la direction de Michel Duflo avec une thèse sur les groupes de Lie intitulée « Espaces symétriques exponentiels ».
Il a notamment dirigé la thèse de Fanny Kassel.

## Travaux
En 1990, il a résolu, avec Patrick Foulon  et François Labourie une conjecture longtemps ouverte sur les flots d'Anosov concernant les variétés compactes à courbure négative. Dans les années 2000, il a écrit une série d'articles sur les groupes d'automorphisme discrets de certains ensembles convexes ouverts dans un espace projectif et de pavages périodiques), par exemple les sections coniques.
En 2011, il a reçu le Clay Research Award avec son ancien doctorant Jean-François Quint. Dans la laudatio, est mentionné leur travail spectaculaire sur les mesures stationnaires et les orbites fermées pour les groupes non abéliens sur des espaces homogènes, et plus particulièrement leur preuve d'une conjecture de Hillel Fürstenberg. Ils ont montré que dans les espaces homogènes de volume fini, les orbites d'un mouvement aléatoire avec une densité au sens de Zariski, les sous-groupes sont uniformément distribués. Comme exemple simple, ils ont considéré le chat d'Arnold de Vladimir Arnold sur le tore, sur lui-même.
Alors que les points rationnels ont des orbites finies, les points irrationnels ont des orbites infinies mais pas nécessairement uniformément réparties. Pour la combinaison d'une première application  du chat T avec une seconde application du chat U convenablement choisie, il découle de leur théorème que, étant donné une suite aléatoire d'applications de T et U, les orbites de tous les points irrationnels sont équirépartis.

## Publications (sélection)
- avec  N. de Saxcé, « A spectral gap theorem in simple Lie groups », Invent. Math., vol. 205, no 2,‎ 2016, p. 337–361.
- avec  Jean-François Quint, « Mesures stationnaires et fermés invariants des espaces homogènes I. », Ann. of Math.   Série 2, vol. 174, no 2,‎ 2011, p. 1111–1162.
- avec  Jean-François Quint, « Mesures stationnaires et fermés invariants des espaces homogènes II. », Ann. of Math., vol. 25, no 3,‎ 2013, p. 659–734.
- avec  Jean-François Quint, « Mesures stationnaires et fermés invariants des espaces homogènes III. », Ann. of Math.   Série 2, vol. 178, no 3,‎ 2013, p. 1017–1059.
- avec  Jean-François Quint, « Random walks on finite volume homogeneous spaces », Invent. Math., vol. 187, no 1,‎ 2012, p. 37–59.
- « Convexes divisibles I », Algebraic groups and arithmetic, Mumbai, Tata Inst. Fund. Res.,‎ 2004, p. 339–374.
- « Convexes divisibles II », Duke Math. J., vol. 120, no 1,‎ 2003, p. 97–120.
- « Convexes divisibles III », Ann. Sci. École Norm. Sup. Série 4, vol. 38, no 5,‎ 2005, p. 793–832.
- « Convexes divisibles IV », Invent. Math., vol. 164, no 2,‎ 2006, p. 249–278.
- avec Patrick Foulon et François Labourie, « Flots d’Anosov à distributions stable et instable différentiables », J. Amer. Math. Soc., vol. 5, no 1,‎ 1992, p. 33–74.

## Distinctions
- 2011 : Prix Clay (avec Jean-François Quint)[10].
- 2012 : Orateur de la conférence Takagi à Kyoto en 2012 à l'Institut de recherche en sciences mathématiques (RIMS).
- 2014 : Conférencier invité au ICM à Séoul. (titre de sa conférence : Récurrence sur l'espace des treillis).
- 2019 : Prix Léonid-Frank de l'Académie des Sciences[11].